# گکوهای بی‌پنجه
گکوهای بی‌پنجه (نام علمی: Crenadactylus) نام یک سرده از فروراسته گکووارگان است.